# Vitālijs Astafjevs

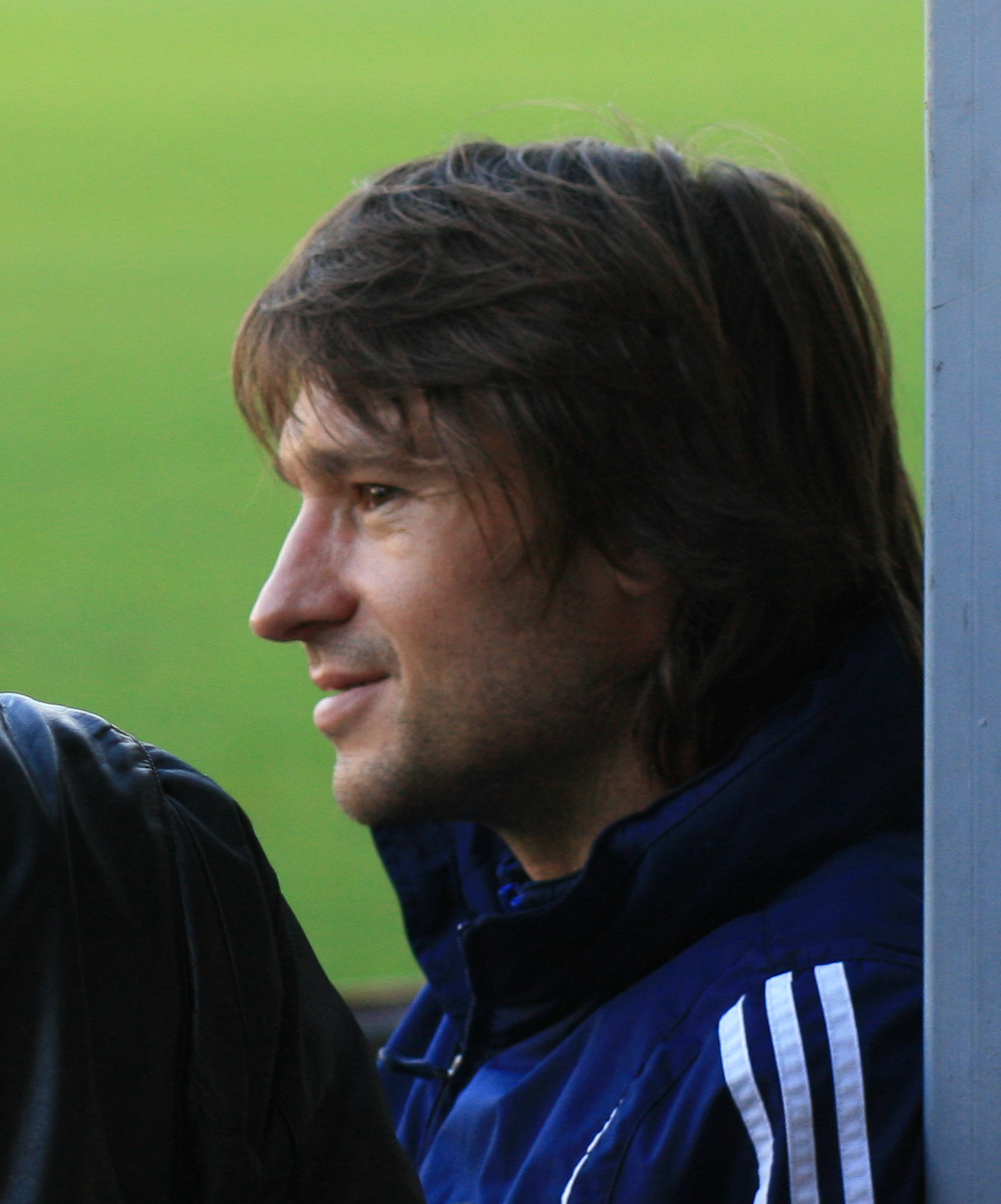

Vitälijs Astafjevs, född den 3 april 1971 i Riga, är en lettisk före detta fotbollsspelare som nu är assisterade tränare i Skonto FC. Under sin aktiva karriär spelade han 167 matcher och gjorde 16 mål i Lettlands fotbollslandslag. Han debuterade år 1992, då landslaget bildades och spelade i Fotbolls-EM 2004. Han startade sin karriär i Skonto Riga och har sedan dess spelat för Austria Wien, Bristol Rovers FC, Admira Wacker och FC Rubin Kazan och sen tillbaka till Skonto Riga.